# Movimiento Judío por los Derechos Humanos

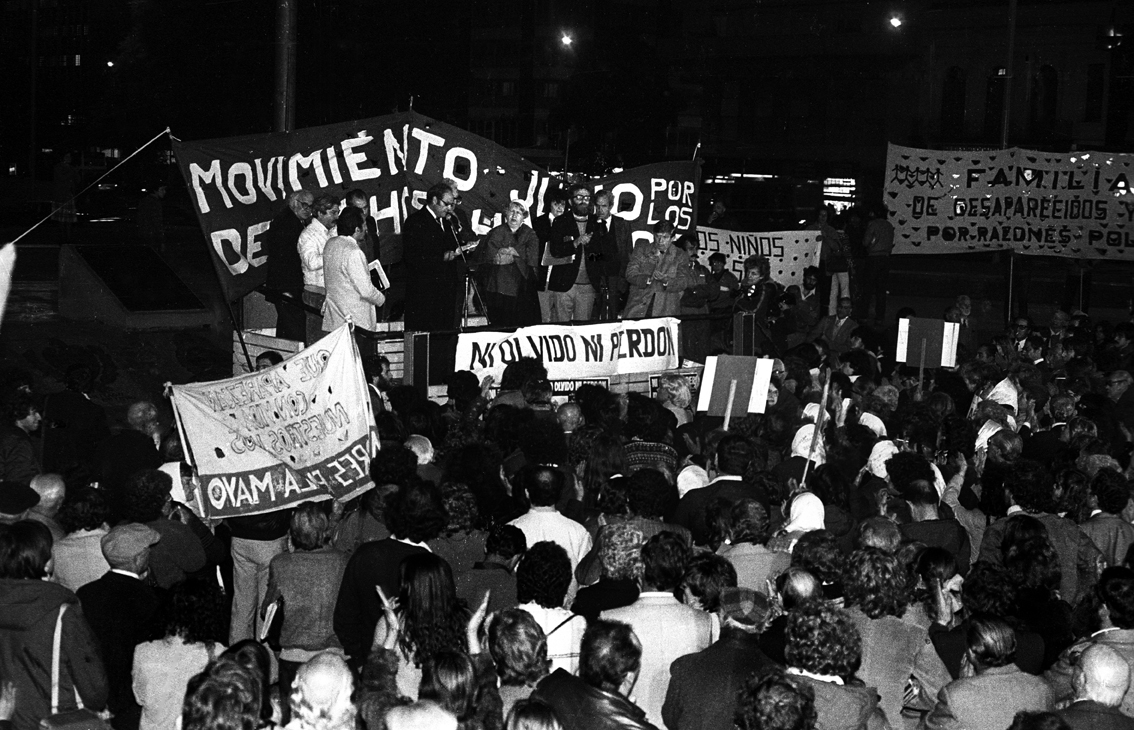
Acto del Movimiento judío por los derechos humanos en 1983

El Movimiento Judío por los Derechos Humanos o MJDH fue un organismo de derechos humanos fundada por Marshall T. Meyer y Herman Schiller en la Argentina de los años 1980.
Fue uno de los nueve organismos que luchó por los derechos humanos durante la dictadura.
Formó parte de los movimientos religiosos que ayudaban a las víctimas, como el Movimiento Ecuménico de los Derechos Humanos y el Servicio de Paz y Justicia.
Se convirtió en uno de los movimientos sociales claves en la transición democrática argentina.

## Principios
Reunió a miembros de la colectividad judía argentina con el objetivo de defender los derechos humanos, promover la no violencia, la solidaridad y el diálogo interreligioso, pedir la aparición de los desaparecidos, la cárcel para todos los responsables de crímenes contra la humanidad de la dictadura militar argentina, y para combatir toda expresión de antisemitismo, discriminación, racismo o xenofobia.

## Antecedentes
Ya en 1978 los familiares de desaparecidos encontraban consuelo en las palabras de Marshall Meyer en la sinagoga Comunidad Bet El, cuando recibía a madres y abuelas después de los servicios religiosos mientras que nadie las escuchaba en la DAIA.
La comunidad judía dominante en ese momento, temerosa por las represalias recibidas del gobierno, se mantenía en silencio.
El descontento, de los familiares de argentinos de origen judío desaparecidos, quienes denunciaban la pasividad de las instituciones de la colectividad judía argentina, generaba fuertes críticas a los dirigentes comunitarios, pero las instituciones judías, AMIA, DAIA y la «Organización Sionista Argentina» usaban el término «unidad comunitaria» para silenciar cualquier cuestionamiento a la cúpula de la DAIA. La estrategia era que hubiera una sola voz representativa de la comunidad judía. Cuando Marshall Meyer decidió crear el MJDH una de sus intenciones fue responder a las demandas de estos familiares desatendidos.

## Objetivos y miembros
En pleno Proceso de Reorganización Nacional, algunos miembros de la comunidad judía argentina reaccionaron frente a las injusticias de la dictadura exponiéndose a pesar del enorme peligro que les implicaba.
No se trataba de personas afectadas en lo personal, como era el caso de Madres de Plaza de Mayo o Familiares de Desaparecidos y Detenidos por Razones Políticas, sino de ciudadanos preocupados por lograr la democracia y el respeto por los derechos humanos.
Liderados por Marshall T. Meyer y Herman Schiller los miembros del MJDH eran profesionales del derecho y las ciencias sociales, periodistas y religiosos pero también un nutrido grupo de jóvenes que seguían al rabino.
Algunos de los participantes de esa época serían más tarde personajes reconocidos, como el tesorero Fernando Sokolowicz, dueño fundador de Página 12 o el secretario del MJDH, el economista Pedro Resels, más tarde profesor de la Cátedra de Derechos Humanos.
El MJDH incorporó figuras religiosas disidentes con la dirigencia comunitaria.
Para eso convocó a religiosos del Seminario Rabínico Latinoamericano que disentían con el régimen militar y aprovecharon su prestigio para repudiar y deslegitimizar la represión política, basándose en un compromiso filosófico y religioso con la justicia social.
Comenzaron a reunirse y participar de las marchas a fines de 1982, aunque la fundación "oficial" se produjo en 1983. Una de las primeras declaraciones del MJDH decía:

«El movimiento judío por los derechos humanos surgió para recrear la milenaria vocación humanista de justicia social que emana de las fuentes del judaísmo, de los profetas de Israel, de la legislación bíblica, y talmúdica que en tiempos de esclavitud injusticia y corrupción hace necesario luchar por la justicia.»

## Historia

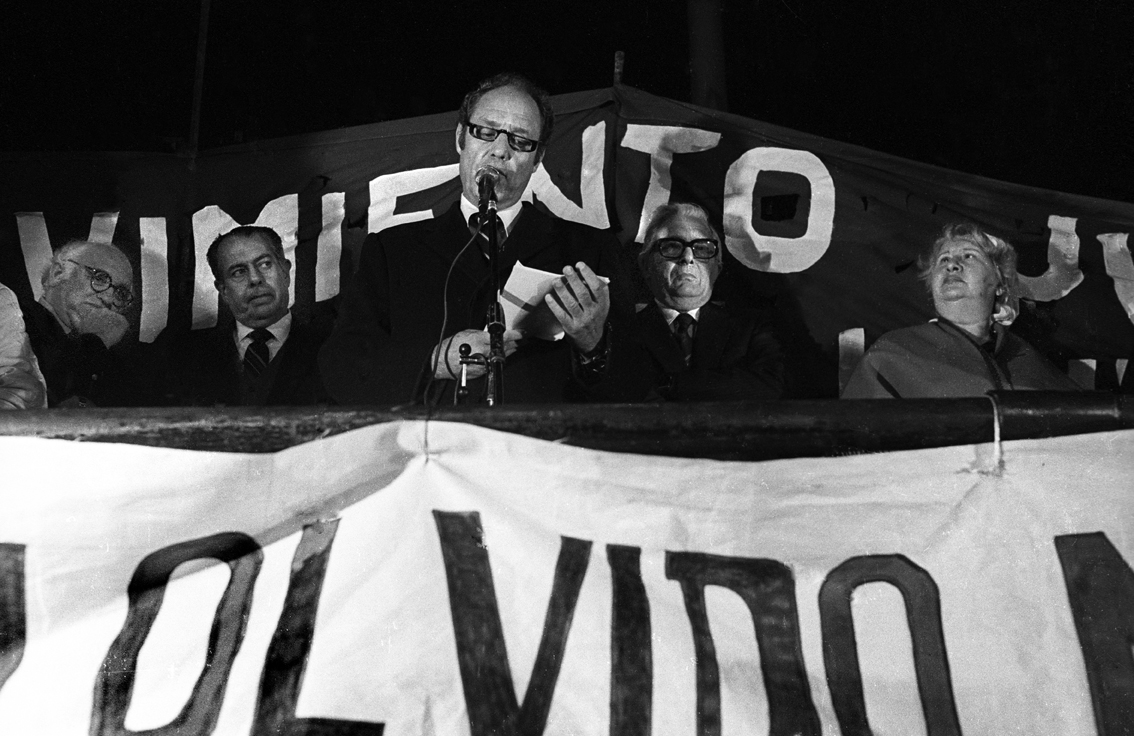
Jacobo Timmerman, Alfredo Bravo, Marshall Meyer y Renée Epelbaum el 25 de abril de 1984 Acto en el Obelisco por el 41° aniversario del levantamiento de los guetos contra la barbarie nazi, convocado por el Movimiento Judío por los Derechos Humanos

A fines de 1982, un grupo comenzó a reunirse con la idea de formar un movimiento dentro del judaísmo para luchar por la defensa de los derechos humanos en Argentina. El 24 de julio de 1983 se inauguró la sede. El 19 de agosto de 1983, hombres y mujeres judíos, fueron convocados en la esquina de Libertad y Avenida Córdoba, en la Ciudad de Buenos Aires, por el rabino Marshall T. Meyer y el periodista Herman Schiller para participar en la Marcha contra la Ley de autoamnistía N.º 22.924 de la dictadura militar argentina.
El Movimiento Judío por los Derechos Humanos acompañó a las Madres de Plaza de Mayo en sus rondas de los jueves.

### Contra el antisemitismo

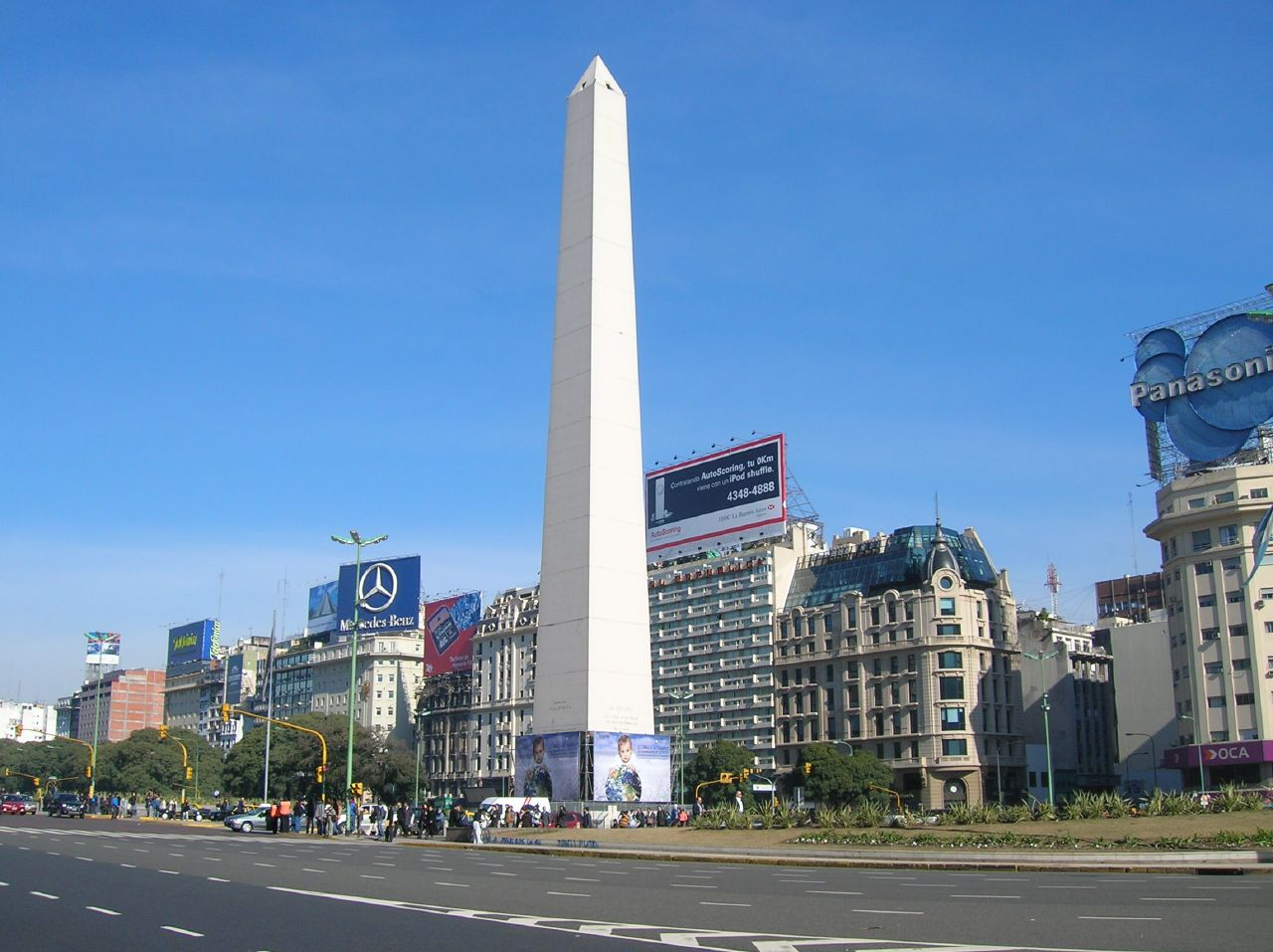
Obelisco de Buenos Aires

Marshall Meyer era uno de los que denunciaba el antisemitismo del gobierno militar.
En octubre de 1983, nació la idea de realizar un acto de repudio a la ola de antisemitismo que se había desatado durante la campaña electoral presidencial que ganará Raúl Alfonsín.
Según Eliahu Toker, ex prosecretario de la DAIA y miembro del MJDH, escribió en Nueva Presencia el 28 de octubre de 1983, en un principio el MJDH expresó su intención de coordinar su acción con la DAIA.
Se solicitó la aprobación de la DAIA e incluso fue invitada a participar en la Marcha contra el Antisemitismo en 1983 y a su presidente, Sion Cohen Imach, a ser orador. La DAIA habría dado su aprobación pero, después, se opuso. Una comisión del MJDH se reunió varias veces con los dirigentes comunitarios quienes plantearon sus temores a las consecuencias del acto. Por un lado, temían un atentado y, por el otro, la "fisura" de la comunidad, pues sospechaban motivaciones políticas partidarias en el MJDH. Era la primera vez que se proyectaba realizar un acto de este tipo en un sitio público en vez de en una institución judía puertas adentro. La DAIA, a pesar de haber asegurado que no iban a oponerse, emitió solicitadas firmada por muchas instituciones -incluso algunas que habían adherido a la marcha- en los medios gráficos el 21 de octubre, en la que presionaban para la suspensión. El MJDH decidió por votación seguir adelante pero en vez de marchar hacia la Plaza de Mayo transformarla en una concentración al pie del Obelisco.
A pesar de esas fuertes presiones de algunos sectores comunitarios, se fijó la fecha para el acto el 24 de octubre de 1983 en el Obelisco de Buenos Aires, convocando a todo el pueblo argentino a manifestarse contra el antisemitismo y contra la plena vigencia de los derechos humanos.
En ese acto hicieron uso de la palabra Hebe de Bonafini en representación de Madres de Plaza de Mayo, el rabino Marshall T. Meyer en representación del MJDH y Adolfo Pérez Esquivel en representación de SERPAJ. El acto se cerró con una emotiva oración religiosa del rabino Baruj Plavnick.
El Movimiento Judío por los Derechos Humanos emitió comunicados saludando el regreso al país de Jacobo Timmerman y repudiando el atentado contra la Sinagoga de la Congregación Israelita Argentina de la calle Libertad.

### Sedes
El 24 de julio se inauguró la sede del Movimiento Judío por los Derechos Humanos en la Avenida José María Moreno 122.
También se abrió una filial en Quilmes (Buenos Aires) cuya primera actividad, el 5 de julio, fue realizar una «Mesa Redonda sobre Derechos Humanos y Democracia» en la que participaron Graciela Fernández Meijide, José Federico Westerkamp, secretarios de la Unión Cívica Radical y el Partido Intransigente, monseñor Jorge Novak, el pastor Arturo Blatezky y el rabino Hans Harf.
El segundo local del MJDH fue en la calle Sarmiento frente al centro Cultural San Martín. Allí funcionaron la Asociación Sin Anestesia de Eduardo Aliverti, la Comunidad Homosexual Argentina y la sección argentina del Frente Amplio con Líber Seregni, quien había sido liberado el 19 de marzo de 1984 y estuvo en la inauguración.

### Relaciones con el estado de Israel
El MJDH se puso en contacto con la «Comisión de Familiares de Detenidos-Desaparecidos» en Israel para coordinar una acción en conjunto durante la visita de una comisión investigadora de representantes del parlamento israelí o Knéset en Argentina.
El 14 de mayo de 1984 se acompañó a las madres de detenidos desaparecidos de origen judío a la jornada inaugural de «Vaad Hakeilot», Federación de Comunidades Israelitas de la República Argentina, en donde se esperaba la presencia del exjefe de estado de Israel, Yitzjak Navón. El grupo se concentró en la entrada del Teatro Coliseo pero la custodia del expresidente no les permitió acercarse y fueron reprimidos.
Más adelante, el rabino Marshall T. Meyer logró ser recibido por Itzjak Navon y le expresó su dolor por lo ocurrido. Marshall T. Meyer le pidió a Yitzjak Navón que utilizara su influencia política para que el gobierno israelí profundizara las investigaciones sobre los desaparecidos argentinos de origen judío.
El 16 de mayo de 1984 arribó a Argentina una Comisión Investigadora proveniente de Israel. Estaba integrada por cuatro diputados israelíes quienes al día siguiente de su llegada fueron llamados por sus respectivos partidos políticos para una votación parlamentaria por lo que el Movimiento Judío por los Derechos Humanos no logró entrevistarse con ellos.
El MJDH también se reunió con Abraham Rozenkier, secretario de Relaciones Internacionales del Partido Mapam de Israel para expresarle su preocupación por los detenidos desaparecidos.

### Paz para Nicaragua

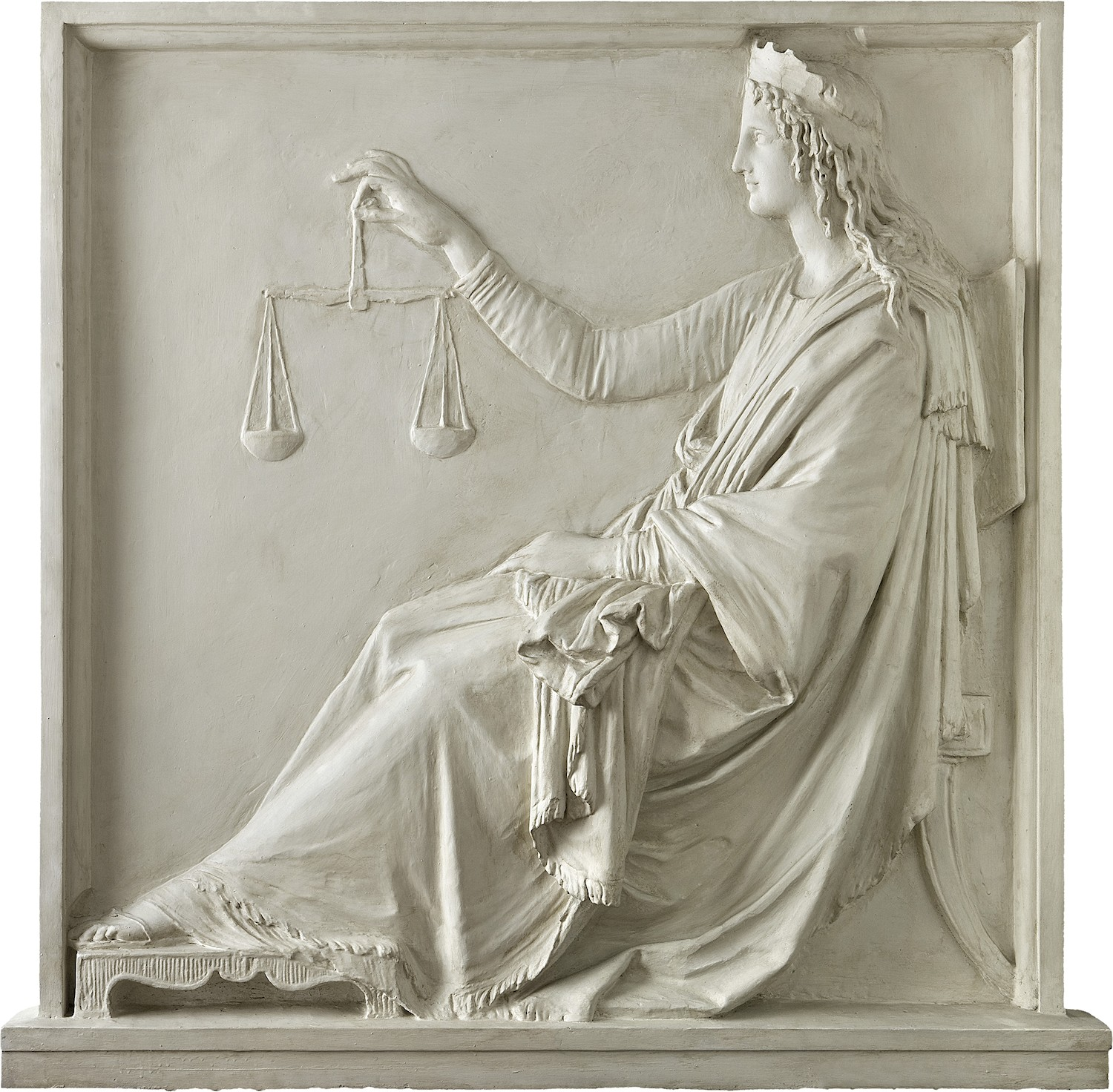
Alegoría de la justicia de Antonio Canova

En abril de 1984 se formó la comisión «Paz para Nicaragua» cuya primera actividad, coordinada por el secretario del MJDH fue organizada en el Instituto Superior de Estudios Teológicos con la participación del Obispo Metodista Federico Pagura, Adolfo Pérez Esquivel, el pastor Gabriel Vaccaro y el pastor José de Luca. La comisión estaba formada por el SERPAJ, el Movimiento Ecuménico de los Derechos Humanos, el Instituto de Relaciones Ecuménicas y la Comisión Ecuménica Popular Argentina. El presidente de la comisión fue el rabino Marshall T. Meyer.

### Acto por la democracia
El 1 de enero de 1984 se realizó un acto en Plaza Lezica junto con el Movimiento Ecuménico por los Derechos Humanos o MEDH con distintas personalidades representativas de todas las religiones en Argentina.
El 25 de abril de 1984, con motivo del 41 aniversario del levantamiento de los guetos contra la barbarie nazi, el Movimiento Judío por los Derechos Humanos realizó un acto al pie del Obelisco de Buenos Aires en el cual se solicitaba juicio y castigo a los culpables de la represión en la Argentina y la consolidación de la naciente democracia en el país.
Los oradores en ese acto fueron el rabino Marshall T. Meyer, Herman Schiller y Saúl Drajer por el Movimiento Judío por los Derechos Humanos, Reneé Epelbaum por Madres de Plaza de Mayo, Alfredo Bravo, el pastor Juan van der Velde por el Movimiento Ecuménico de los Derechos Humanos y Miguel Unamuno, diputado del Partido Justicialista. El acto se cerró con una oración religiosa del rabino Baruj Plavnick.
El 25 de abril recibió una carta de la Asamblea Permanente por los Derechos Humanos que adhería a la marcha y aseguraba su concurrencia.

### Actividades
El Movimiento Judío por los Derechos Humanos envió ropa a los detenidos uruguayos liberados, repudió los atentados perpetrados en Córdoba (Argentina) contra integrantes de la CONADEP y organizaciones populares, apoyó a las Abuelas de Plaza de Mayo en sus reivindicaciones, realizó conferencias y disertaciones, acompañó a la familia de Eduardo Pimentel con motivo de su fallecimiento, apoyó el proyecto del diputado Guillermo Sarquis para eliminar de la legislación la figura de la «detención por averiguación de antecedentes».
También repudió los trágicos sucesos protagonizados por el general Luciano Benjamín Menéndez a la salida del Canal 13 (Argentina) en 1984, exigió juicio y castigo para los implicados en la represión, organizó diferentes conferencias con Gregorio Klimovsky, Graciela Fernández Meijide, Emilio Mignone, Eduardo Schiell, obispo Federico Pagura, exposiciones, jornadas, exposiciones artístico-vivenciales sobre los detenidos desaparecidos, incluyendo la «Jornada por la Vida» en la Sociedad Hebraica Argentina y acompañó la entrega del Informe de la CONADEP de la cual el presidente del Movimiento Judío por los Derechos Humanos, rabino Marshall T. Meyer formaba parte.
El Movimiento Judío por los Derechos Humanos se reunió con Eddy Kaufman, miembro de la Organización Sionista Mundial y representante de Amnistía Internacional y con Fitermann, presidente de la Organización Sionista Argentina.
En consonancia con la historia de los judíos, que siempre prestaron solidaridad con los perseguidos, el MJDH, defendía a los inmigrantes de los países limítrofes atacados y agredidos por grupos racistas.
El MJDH traía un mensaje moral coherente y la ciudadanía estadounidense de Marshall Meyer, un líder muy carismático, le brindaba la oportunidad de ser escuchado en el mundo.
El objetivo era, a pesar del terror, romper el silencio en torno a las violaciones de los derechos humanos oponiéndose al lema de la dictadura que era «El silencio es salud». El gobierno había colocado, en 1975, un anillo giratorio en el Obelisco con la inscripción «El silencio es salud», frase que terminará siendo repetida en las publicidades de la dictadura en la radio y la televisión.
Como consecuencia de este trabajo, con la recuperación de la democracia, el electo presidente Raúl Alfonsín eligió a Marshall Meyer para formar parte de la CONADEP. Fue Marshall Meyer quien tuvo la idea de llamar Nunca más al informe de la CONADEP, porque había sido la expresión utilizada por los sobrevivientes del Gueto de Varsovia para referirse a las atrocidades del nazismo.
Después del informe, la frase quedó grabada en el imaginario argentino para repudiar el terrorismo de Estado. La expresión Nunca más es utilizada en marchas y actividades políticas.
El 27 de febrero de 1986, en conjunto con los organismos de derechos humanos informaron a la Comisión de Acuerdos del Senado de la Nación sobre las denuncias que habían recibido contra oficiales que el Poder Ejecutivo Nacional pretendía ascender.
El 8 de enero de 1987 solicitaron el procesamiento de casi mil represores del Consejo Supremo de las Fuerzas Armadas.
Con los demás organismos, entregaron una lista con nombres y apellidos de los imputados, sus apodos en los centros clandestinos de detención, cargos y funciones de 650 responsables del terrorismo de Estado a procesar.
Ese año, propusieron la creación de «Comisiones de Defensa de la Democracia».
Los registros guardados por el MJDH, junto con los de los otros organismos, fueron muy valiosos al ser aportados como datos para el informe final de la CONADEP.
El 31 de agosto de 2005 le fue otorgado el «Premio DAIA en reconocimiento a instituciones destacadas en impulsar la defensa de los Derechos Humanos» junto a otros organismos de derechos humanos, pero Pedro Resels lo rechazó debido a una posición crítica al accionar de la DAIA durante la dictadura.

#### Artículos y comunicados
Una de las más importantes actividades consistía en recibir damnificados, investigar violaciones a los derechos humanos, tomar acciones legales, denunciarlas, concienciar a la población e informar a la opinión pública. Para eso se redactaban artículos y se realizaron 173 comunicados en conjunto con otros movimientos de derechos humanos:
- «Ley de obediencia debida».[29]
- «Culpables para la sociedad: impunes por la ley».[30]
- «Los derechos del hombre: los derechos económico sociales y el mayor drama de América latina, la deuda externa con sus secuelas de hambre, miseria y desocupación».[31]
- «A dos años del gobierno constitucional reclamo sobre la ley de amnistía».[32]
- «Repudio del atentado contra el Secretario de la Fiscalía Nacional de Investigaciones Administrativas » y 173 comunicados más en conjunto con todas las organizaciones que defendían los derechos humanos.[33]
- «Repudio ante la intensificación de las medidas dirigidas al encarcelamiento del dirigente peronista Gonzalo Chávez».[34]
- «Carta documento al presidente de la Nación Raúl Alfonsín denunciando crímenes cometidos por el terrorismo de estado».[35]
- «Campaña contra el punto final».[36]
- «Rechazo al punto final».[37]
- «Repudio al acto de insubordinación de uno de los acusados por los crímenes de represión ilegal».[38]
- «Contra el olvido y la impunidad, por el castigo a todos los culpables»[39]
- «Repudio por el secuestro y tortura de Beatriz Cannelles. Política de impunidad. Los terroristas se envalentonaron con la ley de obediencia debida. Repudio a la profanación del cementerio judío de Liniers»[40]
- «Ante el inminente proyecto de ley relativo a la situación de los presos políticos pedimos disponer la inmediata libertad de los detenidos»[41]
- «Ante la sanción de la ley de obediencia debida hacemos un llamado al pueblo para colocarse una cinta blanca en el pecho para expresar su repudio»[42]
- «Exigimos poner coto a los alzamientos militares»[43]
- «Carta al presidente de la Comisión de Relaciones Externas del senado de los Estados Unidos Clayborne Pell»[44]
- «Pedido de procesamiento de seiscientos cincuenta responsables del terrorismo de estado»[26]

## Premios y reconocimientos
En 2005 le fue otorgado un Premio por la DAIA por su labor en materia de defensa de las libertades durante y después de la dictadura, pero lo rechazaron.